# Joseph Bernhard Wendenschlegel
Joseph Bernhard Wendenschlegel war während des bayerischen Volksaufstandes 1705 Hofrichter von Benediktbeuern.
Joseph Bernhard Wendenschlegel, Lizentiat beider Rechte, war Hofrichter und Landfahnenhauptmann von Benediktbeuern. Pater Karl Meichelbeck berichtet in seinem Tagebuch, dass es in der Nähe von Benediktbeuern im November 1705 zu Aufsässigkeiten der Untertanen kam. Diese beschwerten sich beim Abt, ihnen würden alle Lebensgrundlagen entzogen. Bei einer Zusammenrottung ohrfeigte ein Schmied den Oberschreiber, der Richter Wendenschlegel wurde beschimpft. Diese Unruhen dauerten mehrere Tage an. Es kam das Gerücht auf, die Tiroler würden wieder einfallen, worauf sich am 9. und 10. Dezember 1705 etwa 400 Untertanen zusammentaten und – wie in den Jahren 1703 und 1704 – begannen, die Grenzen zu befestigen.
Klosterrichter Wendenschlegel ließ durch Dorfhauptleute und Schergen für den 21. Dezember 1705 zum Wirtshaus von Benediktbeuern einberufen. Die Untertanen warteten laut Christian Probst bereits auf den Befehl und erschienen gerüstet und mit Proviant für vier Tage. Wendenschlegel las ihnen das Tölzer Patent vor und marschierte noch am selben Tag mit einer Schar von wenigstens 200 Mann nach Königsdorf, wo er sich am 22. Dezember 1705 mit den Tölzern vereinigte.
Am 23. Dezember 1705 war Wendenschlegel mit folgenden Aufständischen bei der Beratung im Kloster Schäftlarn: Pflegskommissär Joseph Ferdinand Dänkel und seinem Oberschreiber Johann Andreas Prindl, Kriegskommissär Matthias Ägidius Fuchs, Johann Jäger, Anton Passauer, Sebastian Engelhart, Adam Schöttl, einem der Bürgermeister von Tölz, Pfleger Franz Xaver Freiherr von Schmidt von Aibling, Verwalter Maximilian Alram von Valley, Pflegskommissär Johann Joseph Öttlinger von Starnberg, Klosterrichter Jakob Oberhammer von Tegernsee, dem Klosterrichter von Dietramszell, Pflegsverwalter Johann Adam Weinzierl von Miesbach, Hofmarksrichter Jakob Eder von Reichersbeuern, den Tegernseer Amtleuten Floß von Gmund und Eberl von Holzkirchen, dem Wirt Franz Mayer von Sachsenkam, Hauptmann Jean Philippe Gauthier, Oberleutnant Johann Clanze, Leutnant Johann Georg Aberle, und Leutnant Johann Houis.
Sein Bruder Hans Georg Wendenschlegel war Gerichtsschreiber von Pfaffenhofen.